# Rumunia w I wojnie światowej
Udział Królestwa Rumunii w I wojnie światowej w latach 1916–1918.

## Przed przystąpieniem do wojny
W pierwszej fazie I wojny światowej Królestwo Rumunii dzięki woli króla Karola I, oraz tajnemu traktatowi z 1883, zobowiązującemu Rumunię do współpracy z Niemcami I Austro-Węgrami, zachowywało neutralność. Jednak sympatie narodu skierowane były w kierunku Francji i Serbii. Po wybuchu I wojny światowej Rada Koronna 3 sierpnia 1914 zadeklarowała zbrojną neutralność. Obie strony konfliktu próbowały przeciągnąć Rumunię na swoją stronę: dla państw centralnych umożliwiała bezpośrednią komunikację z sojuszniczą Turcją, dla Ententy natomiast uzyskanie lądowego połączenia z Serbią. Ważne też były dostawy żywności produkowanej w dużych ilościach przez Rumunię.
Austro-Węgry m.in. dla nadzorowania neutralności niedaleko granic Rumunii skierowały Samodzielną Grupę Operacyjną Kövessa, a później Korpus Pflanzera-Baltina.
W miarę zbliżania się armii rosyjskiej do granic Rumunii (walki w Karpatach Wschodnich i na Bukowinie) wzrastały sympatie proalianckie. 10 października zmarł Karol I, a jego następcą został Ferdynand I. Nie miał on oporów przeciw ewentualnej wojnie z państwami centralnymi.
W jesieni 1914 liberalny rząd Iona Brătianu zawarł tajną umowę z Rosją, która w zamian za „życzliwą neutralność” uznała rumuńskie roszczenia do terenów Austro-Węgier, „zamieszkałych przez Rumunów”. Rumunia rozumiała przez to Siedmiogród, Banat, ziemie węgierskie po Cisę, oraz całą Bukowinę. Austro-Węgry mogły w zamian zaoferować mniej – Besarabię i południową Bukowinę z Suczawą, oraz złagodzenie polityki narodowościowej Węgrów wobec Rumunów. W 1915 rząd przygotował układ z Ententą, jednak frontowe sukcesy państw centralnych wstrzymały podpisanie traktatu. Narastała jednak ciągle presja społeczeństwa na przystąpienie Rumunii do wojny, coraz częstszym demonstracjom przewodziła Liga Jedności Politycznej Wszystkich Rumunów (dawniej Liga Kulturalna).

## Przystąpienie do wojny
Latem 1916 rząd rumuński, zachęcony początkowym sukcesem ofensywy Brusiłowa uznał, że Ententa posiada wystarczającą przewagę. Odczekano tylko do wygaśnięcia traktatu z 1883 roku, I 17 sierpnia podpisano traktat o przymierzu z Ententą. 27 sierpnia 1916 Rumunia wypowiedziała wojnę państwom centralnym.
Rząd rosyjski był przeciwny przystąpieniu Rumunii do wojny, ponieważ wydłużało to front wschodni aż do wybrzeży Morza Czarnego, a zdawał sobie sprawę z konieczności udzielenia znacznej pomocy wojskowej Rumunii przez słabnące wojska rosyjskie. Jednak wskutek presji sprzymierzeńców na odciążenie frontu zachodniego, był zmuszony ustąpić. Francja proponowała uderzenie na południe, na Bułgarię, w celu połączenia z aliantami walczącymi na froncie salonickim w północnej Grecji. Dowództwo rumuńskie zdecydowało się jednak uderzyć w kierunku północno-zachodnim na Siedmiogród.
Armia rumuńska była słabo uzbrojona i wyszkolona, wyższe dowództwo niekompetentne, poza tym była zmuszona rozproszyć siły, walcząc na dwóch frontach: austro-węgierskim I bułgarskim.

## Pierwsza kampania
We wrześniu 1916 trzy rumuńskie armie (1., 2., Północna) zaatakowały węgierski Siedmiogród, którego zdobycie było głównym celem Rumunów. Zajęły jego większą część, górując liczebnie nad słabymi wojskami austro-węgierskimi.
Wkrótce jednak nastąpiła kontrofensywa wojsk austro-węgierskich, bułgarskich i niemieckich. Od południa wojska niemiecko-bułgarsko-tureckie pod dowództwem gen. Augusta von Mackensena sforsowały Dunaj. Od północy, w Siedmiogrodzie, zaatakowały wojska austro-węgierskie pod dowództwem gen. Arthura Arza von Straussenburga i niemiecka 9 Armia pod dowództwem gen. Ericha von Falkenhayna. We wrześniu wojska rumuńskie poniosły klęskę w Dobrudży – utraciły Tutrakan i Silistrę, a następnie Konstancę, w której znajdowały się wielkie zapasy materiałów wojennych. Z pomocą wojsk rosyjskich ofensywę państw centralnych udało zatrzymać się dopiero na linii dolnego Dunaju.
Na północy w końcu września armia austro-węgierska wyparła Rumunów z Siedmiogrodu i rozpoczęła walki o przełęcze Karpat Południowych. Zdobywszy przełęcze, pod koniec października wojska austro-węgierskie zajęły Oltenię i przekroczyły Alutę.
6 grudnia został zdobyty Bukareszt, a pod koniec 1916 ocalałe oddziały rumuńskie wycofały się do Mołdawii. Ewakuowano również do Rosji zakłady zbrojeniowe, a szyby naftowe zostały zniszczone.
Po bitwie pod Putna I utracie 6 stycznia 1917 Fokszan front zatrzymał się na linii ujście Dunaju-Seret-Trutus-wschodnie stoki Karpat Południowych. Król i rząd rumuński schronili się w Jassach na terytorium rosyjskim. Rumunia utraciła połowę z 600-tysięcznej armii i prawie 70% terytorium. Na pomoc wojskom rumuńskim musiała przyjść armia rosyjska, wydzielając część swoich sił do działań na dodatkowym froncie (armie 4, 6, i 9, w sile 25 dywizji piechoty i 13 dywizji kawalerii (około 500 tysięcy żołnierzy).
W pierwszej połowie 1917 pod osłoną wojsk rosyjskich udało się doprowadzić do porządku, zreorganizować i dozbroić wojska rumuńskie. W końcu lipca wojska dowodzone przez Alexandru Averescu odparły nieprzyjaciela na Bukowinie i pod Mărăști. W sierpniu 1917 odniosły pod dowództwem gen. Constantine Cristescu i gen. Eremia Grigorescu zwycięstwa pod Mărășești i Oituz nad wojskami państw centralnych (bułgarska 3 Armia, niemiecka 9 Armia, austro-węgierska 1 Armia. Korzystając z osłabienia Rosji, w październiku 1917 politycy rumuńscy w Besarabii utworzyli Radę Kraju (Sfatul Țării).
Niepowodzenie ofensywy Kiereńskiego, rozkład sił rosyjskich po rewolucji lutowej, oraz głód i epidemie w Rumunii spowodowały podpisanie za zgodą Ententy 9 grudnia 1917 w Fokszanach zawieszenia broni.
W grudniu 1917 działacze komunistyczni ogłosili Besarabię autonomiczną prowincją Rosji, ale już na przełomie 1917/1918 prowincję zaczęły zajmować wojska rumuńskie. W styczniu w Mołdawii miała miejsce próba organizacji komunistycznego przewrotu, więc pod naciskiem władz rumuńskich ogłoszono Niezależną Republikę Mołdawską, którą w kwietniu 1918 włączono ją do Rumunii.

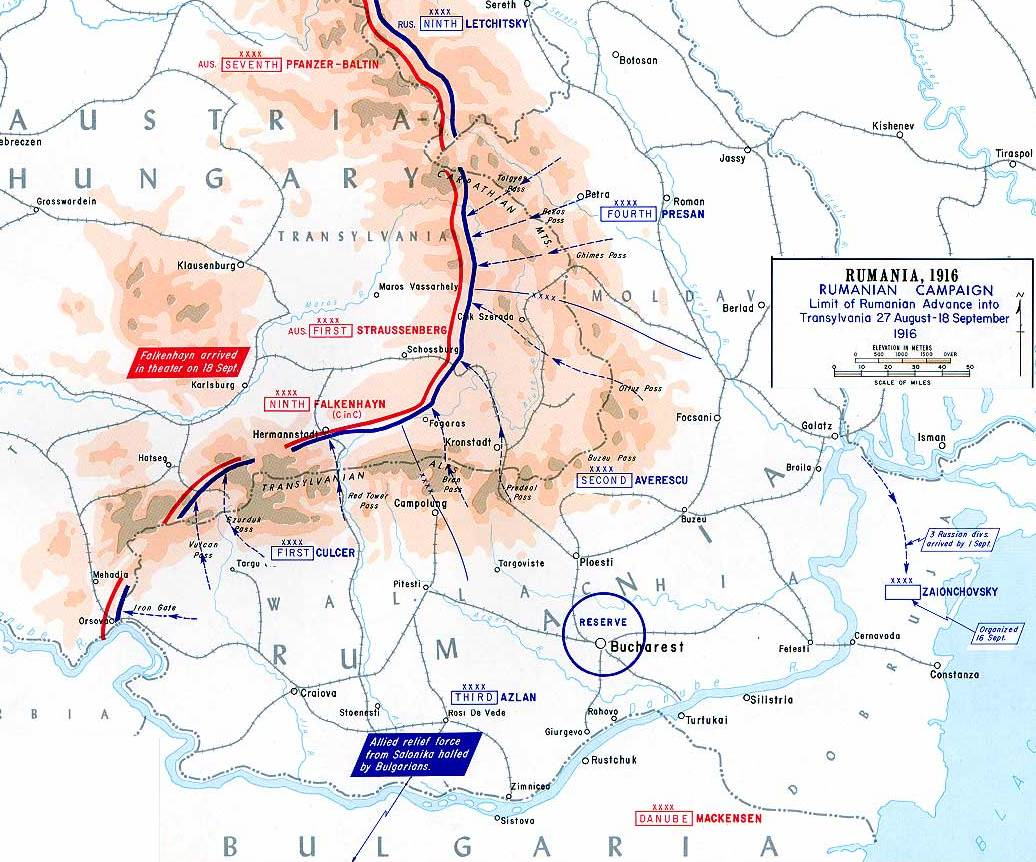
Atak Rumunii w sierpniu i wrześniu 1916
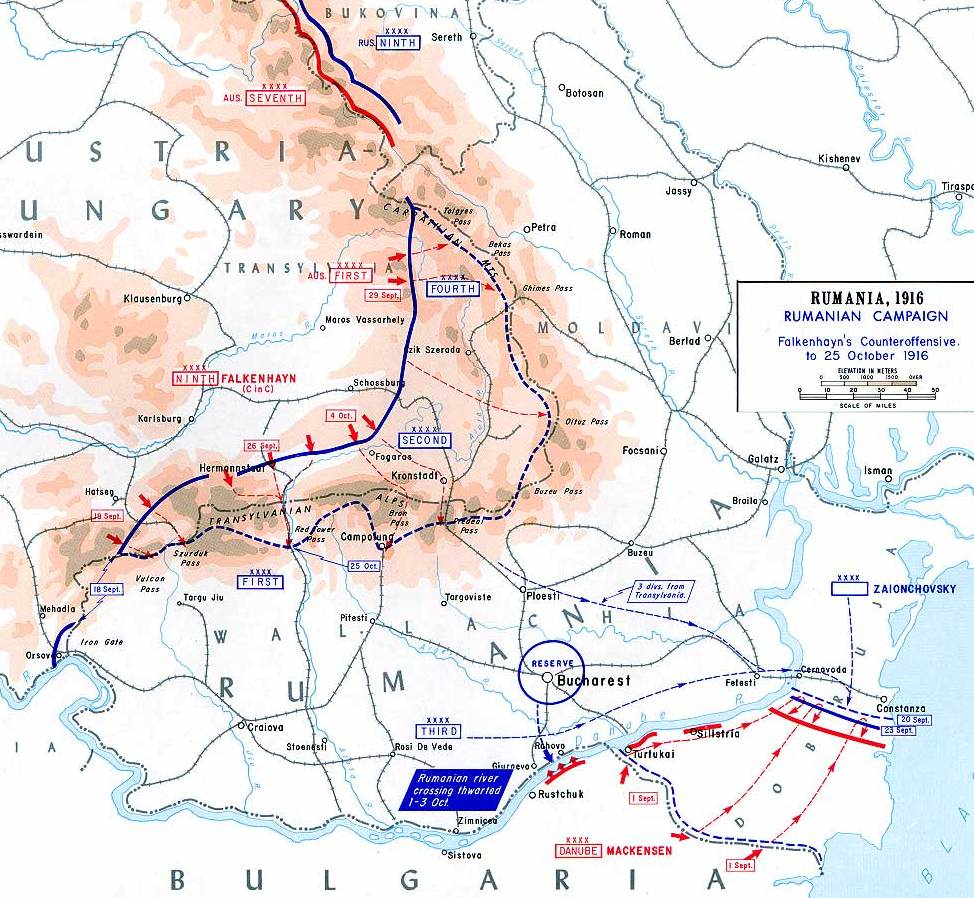
Kontratak Państw Centralnych w październiku 1916
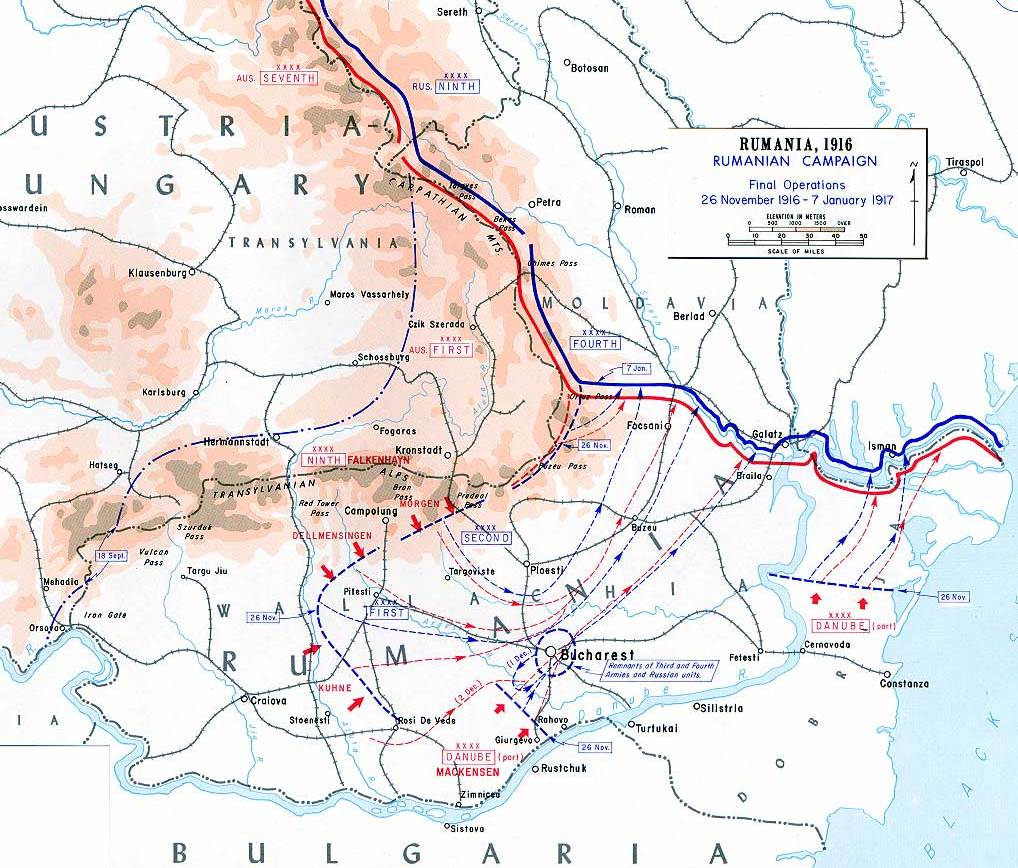
Walki od listopada 1916 do stycznia 1917

## Traktat pokojowy
Państwa centralne w celu zabezpieczenia swoich interesów zażądały podpisania traktatu pokojowego na bardzo ciężkich dla Rumunii warunkach. Rząd Brătianu ustąpił, I władzę objął gen. Averescu. 5 marca 1918 podpisano preliminaria pokojowe. Również w marcu powstał nowy rząd Alexandru Marghilomana, który 7 maja 1918 podpisał pokój bukareszteński. Ten upokarzający Rumunię traktat spowodował dalsze pogorszenie sytuacji w Rumunii I idące za tym wzburzenie ludności.
Rząd Rumunii, zagrożony rewolucją bolszewicką, aresztował działaczy komunistycznych, nawiązał współpracę z rządem Ukraińskiej Republiki Ludowej, rozbroił zbolszewizowane wojska rosyjskie, zezwolił również na organizację w Mołdawii białogwardyjskich oddziałów gen. Dmitrija Szczerbaczowa.

## Po wojnie
Organizacje zarządzające w Siedmiogrodzie, Besarabii i Bukowinie zadecydowały o połączeniu z Rumunią (choć nierzadko trzeba było tłumić niezadowolenie nierumuńskich mieszkańców) – ich decyzję potwierdził podpisany w 1920 roku traktat z Trianon oraz protokół besarabski.